# SEC11A
SEC11A (англ. SEC11 homolog A, signal peptidase complex subunit) – білок, який кодується однойменним геном, розташованим у людей на 15-й хромосомі. Довжина поліпептидного ланцюга білка становить 179 амінокислот, а молекулярна маса — 20 625.
| 10         |  | 20         |  | 30         |  | 40         |  | 50         |
| ---------- |  | ---------- |  | ---------- |  | ---------- |  | ---------- |
| MLSLDFLDDV |  | RRMNKRQLYY |  | QVLNFGMIVS |  | SALMIWKGLM |  | VITGSESPIV |
| VVLSGSMEPA |  | FHRGDLLFLT |  | NRVEDPIRVG |  | EIVVFRIEGR |  | EIPIVHRVLK |
| IHEKQNGHIK |  | FLTKGDNNAV |  | DDRGLYKQGQ |  | HWLEKKDVVG |  | RARGFVPYIG |
| IVTILMNDYP |  | KFKYAVLFLL |  | GLFVLVHRE  |  |            |  |            |

A: Аланін

D: Аспарагінова кислота

E: Глутамінова кислота

F: Фенілаланін

G: Гліцин

H: Гістидин

I: Ізолейцин

K: Лізин

L: Лейцин

M: Метіонін

N: Аспарагін

P: Пролін

Q: Глутамін

R: Аргінін

S: Серин

T: Треонін

V: Валін

W: Триптофан

Кодований геном білок за функціями належить до гідролаз, протеаз. 
Задіяний у такому біологічному процесі, як альтернативний сплайсинг. 
Локалізований у мембрані, ендоплазматичному ретикулумі, мікросомах.